# Лия
Ли́я (ивр. לֵאָה‎, Ле́а или Ле́я) — старшая дочь Лавана, сестра Рахили и жена Иакова, родившая ему шестерых сыновей: Рувима, Симеона, Левия, Иуду, Иссахара, Завулона, а также дочь Дину. От служанки Лии Зелфы, которую она дала Иакову в наложницы, родились Гад и Асир.
Происхождение имени точно не установлено, но, вероятнее всего, восходит к аккадскому слову «корова» (littu).
Личное имя Лия (Леа) широко распространено среди евреев. Отсюда происходит еврейская матронимическая фамилия Лейкин.
В православии Лия почитается как святая праведная праматерь, память Лии празднуется в день ветхозаветных праотцев (предпоследнее воскресенье перед Рождеством Христовым).

## Гробница
Похоронена в пещере Махпела, где также похоронены её муж Иаков и другие патриархи с жёнами: Авраам, Исаак, Сарра, Ревекка.